# Szermierka na Letnich Igrzyskach Olimpijskich 2000
Szermierka na XXVII Letnich Igrzyskach Olimpijskich w Sydney odbywała się w dniach 16–24 września 2000 roku. Zawody rozgrywane były w hali Sydney Convention and Exhibition Centre.

## Klasyfikacja medalowa
| Lp. | Państwo          | złoto | srebro | brąz | Razem |
| --- | ---------------- | ----- | ------ | ---- | ----- |
| 1   | Włochy           | 3     | 0      | 2    | 5     |
| 2   | Rosja            | 3     | 0      | 1    | 4     |
| 3   | Francja          | 1     | 4      | 1    | 6     |
| 4   | Korea Południowa | 1     | 0      | 1    | 2     |
| 5   | Rumunia          | 1     | 0      | 0    | 1     |
| 5   | Węgry            | 1     | 0      | 0    | 1     |
| 7   | Niemcy           | 0     | 2      | 3    | 5     |
| 8   | Szwajcaria       | 0     | 2      | 0    | 2     |
| 9   | Chiny            | 0     | 1      | 1    | 2     |
| 10  | Polska           | 0     | 1      | 0    | 1     |
| 11  | Kuba             | 0     | 0      | 1    | 1     |

## Medaliści

### Mężczyźni
| Złoto                                                                            | Srebro                                                                   | Brąz                                                                      |
| Floret                                                                           |                                                                          |                                                                           |
| Kim Young-ho                                                                     | Ralf Bißdorf                                                             | Dmitrij Szewczenko                                                        |
| Francja Jean-Noël Ferrari · Lionel Plumenail · Brice Guyart · Patrice Lhôtellier | Chiny Dong Zhaozhi · Wang Haibin · Wu Hanxiong · Ye Chong                | Włochy Salvatore Sanzo · Matteo Zennaro · Daniele Crosta · Gabriele Magni |
| Szpada                                                                           |                                                                          |                                                                           |
| Pawieł Kołobkow                                                                  | Hugues Obry                                                              | Lee Sang-ki                                                               |
| Włochy Angelo Mazzoni · Paolo Milanoli · Alfredo Rota · Maurizio Randazzo        | Francja Jean-François Di Martino · Hugues Obry · Éric Srecki             | Kuba Carlos Pedroso · Iván Trevejo · Nelson Loyola                        |
| Szabla                                                                           |                                                                          |                                                                           |
| Mihai Covaliu                                                                    | Matthieu Gourdain                                                        | Wiradech Kothny                                                           |
| Rosja Siergiej Szarikow · Stanisław Pozdniakow · Aleksiej Frosin                 | Francja Matthieu Gourdain · Damien Touya · Julien Pillet · Cédric Séguin | Niemcy Dennis Bauer · Alexander Weber · Wiradech Kothny                   |

### Kobiety
| Złoto                                                                         | Srebro                                                                            | Brąz                                                 |
| Floret                                                                        |                                                                                   |                                                      |
| Valentina Vezzali                                                             | Rita König                                                                        | Giovanna Trillini                                    |
| Włochy Diana Bianchedi · Giovanna Trillini · Valentina Vezzali                | Polska Sylwia Gruchała · Magdalena Mroczkiewicz · Anna Rybicka · Barbara Wolnicka | Niemcy Sabine Bau · Rita König · Monika Weber-Koszto |
| Szpada                                                                        |                                                                                   |                                                      |
| Tímea Nagy                                                                    | Gianna Hablützel-Bürki                                                            | Laura Flessel-Colovic                                |
| Rosja Karina Aznawurian · Tatjana Łogunowa · Marija Mazina · Oksana Jermakowa | Szwajcaria Gianna Hablützel-Bürki · Sophie Lamon · Diana Romagnoli                | Chiny Li Na · Liang Qin · Yang Shaoqi                |

## Uczestnicy
W zawodach udział wzięło 217 szermierzy z 40 krajów.